# José Luis Saldaño
José Luis Saldaño (Buenos Aires, 1948. október 20. – Santa Fe, 2019. március 21.) válogatott argentin labdarúgó, középpályás.

## Pályafutása

### Klubcsapatban
1968 és 1972 között az Instituto, 1972-ben a Belgrano, 1973-ban ismét az Instituto, 1974-ben a Rosario Central labdarúgója volt. 1975–76-ban a Colón, 1976–77-ben a Huracán, 1978-ban a Boca Juniors csapatában szerepelt.

### A válogatottban
1978-ban négy alkalommal szerepelt az argentin válogatottban.

## Sikerei, díjai
Boca Juniors
- Interkontinentális kupa
  - győztes: 1977